# Maria Cengia Sambo
Maria Cengia nota come Maria Cengia Sambo (Este, 23 ottobre 1888 – Prato, 29 novembre 1939) è stata una botanica italiana, specializzata in lichenologia. È considerata, insieme a Camillo Sbarbaro, la personalità lichenologica di maggior rilievo della prima metà del Novecento.

## Biografia
Suo padre (di origine nobile e proveniente da Valdagno) morì quando aveva solo tre anni di età; venne cresciuta dalla madre Clelia Fadinelli, aiutata dal nonno materno Domenico e dallo zio materno Giulio, entrambi ingegneri. Quando compì nove anni, la madre si risposò col professore Benvenuto Pellegrini, che svolse quindi il ruolo di padre.
Si avvicinò a materie quali botanica, fisica e astronomia; in particolare suo cugino, l'ispettore forestale Vittorio Pellegrini, l'avvicinò alla natura portandola a raccogliere animali, fossili, minerali e piante.
Nel 1905 ottenne il diploma di maestra elementare e lavorò per un breve periodo; si iscrisse quindi all'Università di Padova laureandosi in Geometria; si avviò anche a una seconda laurea in Scienze naturali e insegnò fisica e matematica a una scuola tecnica di Vicenza.
Avviò una vasta collezione botanica (in particolare di licheni) proveniente dalle Alpi italiane, dalla Venezia Euganea, dal Bellunese, dal Feltrino, dal Garda e dai Colli Euganei. Rimasta isolata, produsse buona parte del suo lavoro di studio e ricerca dedicato ai licheni durante la prima guerra mondiale senza riuscire ad avere contatti con le altre figure specializzate in lichenologia. Pubblicò anche alcune ricerche sui licheni extra-europei.
Dal 1920 al 1923 insegnò botanica all'Università degli Studi di Urbino Carlo Bo, continuando lo studio dei licheni.
Sposata con Ettore Sambo (con cui ebbe cinque figli), nel 1924 si trasferì a Prato, dove lui lavorava. Continuò la propria specializzazione e i propri studi presso il Dipartimento di Botanica dell’Università di Firenze.
Diede vita a circa cinquanta pubblicazioni riguardanti nello specifico i licheni, nel 1926 pubblicò uno studio (Licheni della Patagonia e di altre regioni dell'Argentina raccolti dai missionari Salesiani) sui licheni raccolti in Patagonia e in Terra del Fuoco da missionari, in particolare da Alberto De Agostini.
Nel corso dei suoi studi individuò 124 entità di licheni, tra cui nuove undici varietà, il genere Tylophoropsis Nyeriana Sambo e le specie Phylliscidiopsis Abissinica Sambo, Actinoplaca Balboi, Cyphelium Kenyanum, Tylophoropsis Nyeriana e Usnea Epiphilla. Il nome standard dato alle piante da lei catalogate è Sambo.
Collaborò con la rivista Nuovo giornale botanico italiano, la rivista Studi trentini di scienze naturali (ed. Scotoni), la Società italiana di scienze naturali, la Società botanica italiana, l'Orto Botanico della Regia Università di Napoli, la Società italiana per il progresso delle scienze, la Sezione italiana della Società internazionale di microbiologia e l'Archivio Botanico.
Morì nel 1939 a soli 51 anni.

## Fondo Sambo
I coniugi Maria Cengia ed Ettore Sambo raccolsero numerose pubblicazioni scientifiche (riguardanti fiori, piante e ambienti) in una personale biblioteca botanica, poi donata dalla figlia Emilia Sambo al Centro di Scienze Naturali Fondazione Parsec di Prato.

## Curiosità
- Abitò a Prato in Via Rinaldesca 1, dove adesso si trova il Bar Magnolfi.[14]
- Il Parco Urbano di Villa Pisani di Este (città di nascita di Maria Cengia) è stato a lei intitolato nel 2017.[15]

## Alcune pubblicazioni
- Maria Cengia Sambo, Lettera di Maria Cengia a Pier Andrea Saccardo, Este, prima edizione 1915.

### Ricerca sui licheni
- Maria Cengia Sambo, I licheni della Terra del Fuoco: raccolti dai Missionari salesiani, Torino, Società Editrice Internazionale, prima edizione 1926,  p. 53.
- Maria Cengia Sambo, Lichenes, Roma, Sindacato Italiano Arti Grafiche, prima edizione 1929,  p. 20.
- Maria Cengia Sambo, Licheni della Patagonia e di altre regioni dell'Argentina raccolti dai missionari Salesiani, Roma, Società Editrice Internazionale, 1930,  p. 73.

| Sambo è l'abbreviazione standard utilizzata per le piante descritte da Maria Cengia Sambo. Consulta l'elenco delle piante assegnate a questo autore dall'IPNI. |